# 14314 Tokigawa
14314 Tokigawa è un asteroide della fascia principale. Scoperto nel 1977, presenta un'orbita caratterizzata da un semiasse maggiore pari a 3,1495517 UA e da un'eccentricità di 0,1594376, inclinata di 2,14461° rispetto all'eclittica.